# Čukarica (općina)
Općina Čukarica (srpski: Општина Чукарица) je općina u sastavu grada Beograda u Srbiji.

## Stanovništvo
Prema popisu stanovništva iz 2002. godine općina je imala 168.508 stanovnika, većinsko stanovništvo su Srbi.

## Administrativna podjela
Općina Čukarica ima površinu od 155 kvadratnih kilometara te je podjeljena na gradski i prigradski dio.
Gradski dio je dio urbane zone Beograda, sačinjen od mnogih kvartova koji su do 1970-ih bila zasebna naselja. Najznačajnija među njima su Železnik i Žarkovo.

## Vanjske poveznice
- Informacije o općini